# عزلة بني سليمان (الحديدة)
عزلة بني سليمان هي إحدى عزل مديرية برع في محافظة الحديدة اليمنية ويبلغ تعداد سكانها 8954 نسمة حسب التعداد السكاني في اليمن لعام 2004.
وتتكون من عدد من القرى اهمها قرية عنترة ثم قرية كحل و المغارب و سنب و المرزيم و المراوع و عدن و شعيب و ظهران والعارضة و الخضراء و رحبات و دير الشريف  وغيرها من القرى الصغيرة 
وتتصل العزلة بالمحمية الطبيعية للمديرية من جهة الغرب لقرية المغارب .
تشتهر العزلة بزراعة البن  في القرى الجبلية ، وزراعة الحبوب في القرى السهلية ، ويتواجد فيها عدد من الغيول في قرية المغارب وقرية المراوع  .
يتواجد عدد من الحصون الحربية التأريخية القديمة اهمها ، حصن حنبان في قرية عنترة ، و حصن الكرش في قرية الخضراء .
يتواجد في العزلة عدد (29)مسجد  .